# Fédération sud africaine de handball
La Fédération sud-africaine de handball (FSAH) est l'instance dirigeante du handball en Afrique du Sud et est responsable de l'administration des équipes nationales sud-africaines de handball (masculines et féminines). Elle est affiliée à la Fédération internationale de handball depuis 1993, à la Confédération africaine de handball et à la Commonwealth Handball Association. Ses bureaux sont situés à Johannesburg. La présidente est Nompumeleo Ntshangase.

## Équipes nationales
- Équipe masculine de handball d'Afrique du Sud
- Équipe féminine de handball d'Afrique du Sud